# Stensjön (Målilla socken, Småland)
Stensjön är en sjö i Hultsfreds kommun i Småland och ingår i Emåns huvudavrinningsområde. Sjön är 12,5 meter djup, har en yta på 0,362 kvadratkilometer och befinner sig 146,3 meter över havet. Sjön avvattnas av vattendraget Stensjöbäck. Vid provfiske har bland annat abborre, braxen, gädda och mört fångats i sjön.

## Delavrinningsområde
Stensjön ingår i det delavrinningsområde (636755-149741) som SMHI kallar för Mynnar i Emån. Medelhöjden är 162 meter över havet och ytan är 14,52 kvadratkilometer. Det finns ett avrinningsområde uppströms, och räknas det in blir den ackumulerade arean 40,72 kvadratkilometer. Stensjöbäck som avvattnar avrinningsområdet har biflödesordning 2, vilket innebär att vattnet flödar genom totalt 2 vattendrag innan det når havet efter 105 kilometer. Avrinningsområdet består mestadels av skog (90 %). Avrinningsområdet har 0,61 kvadratkilometer vattenytor vilket ger det en sjöprocent på 4,2 %.

## Fisk
Vid provfiske har följande fisk fångats i sjön:
- Abborre
- Braxen
- Gädda
- Mört
- Ruda
- Siklöja